# Walther Schulz (Prähistoriker)
Walther Schulz (* 20. November 1887 in Bromberg; † 12. März 1982 in Weimar) war ein deutscher Prähistoriker. Sein Name erscheint gelegentlich auch in der Schreibweise Walter Schulz.

## Leben
Walther Schulz bestand 1907 in Minden sein Abitur. Er studierte Geschichte, Germanistik und Vorgeschichte an den Universitäten Göttingen, Münster und Berlin und wurde 1912 mit einer Arbeit über Das germanische Haus in vorgeschichtlicher Zeit bei Gustaf Kossinna in Berlin promoviert. Von 1911 bis 1914 war Schulz Mitglied des Deutschvölkischen Studentenverbands. Nach einer kurzen Tätigkeit als wissenschaftlicher Hilfsarbeiter am Museum in Posen bekam er eine Stelle an der Landesanstalt für Vorgeschichte (Provinzialmuseum) in Halle. Am Ersten Weltkrieg nahm er als Offizier teil. 1925 wurde er Kustos des Provinzialmuseums, 1928 habilitierte er sich im Fach Nordeuropäische Vorgeschichte. Ab 1932 war er Mitglied im Kampfbund für Deutsche Kultur und im Opferring der NSDAP, ab 1933 der NSDAP (Mitgliedsnummer 2.255.352) und der SA.
1935 wurde Schulz außerplanmäßiger Professor an der Universität Halle und Nachfolger seines Mentors Hans Hahne als Direktor des 1934 in Landesanstalt für Volkheitskunde umbenannten Provinzialmuseums, 1936 ordentlicher Professor und 1937/38 Prorektor der Universität Halle, was er bis zu einem Zerwürfnis mit dem Rektor Johannes Weigelt blieb. Schulz versuchte als Museumspfleger der Provinz Sachsen die zahlreichen, ideologisch motivierten Laien-Ausgrabungen (teilweise durch die SS veranlasst) zu verhindern. 1944/45 wurde er zum Volkssturm eingezogen, 1945 entlassen, worauf er als Hilfsarbeiter in einer Druckerei arbeitete. 1947 erstellte er eine Bibliographie zur Vorgeschichte Mitteldeutschlands, ab 1951 nahm er an einer Grabung in Wahlitz (Kreis Burg) teil, beides beauftragt durch die Akademie der Wissenschaften in Leipzig. 1953 bekam er wieder einen Lehrauftrag an der Universität in Halle, den er bis zu seiner Pensionierung wahrnahm. Im Jahr 1935 wurde er zum Mitglied der Leopoldina gewählt.

## Notizen
1. ↑  Jung war einer der Gründer des Klubs im Juli 1926 in München.

| Personendaten    | Personendaten           |
| ---------------- | ----------------------- |
| NAME             | Schulz, Walther         |
| ALTERNATIVNAMEN  | Schulz, Walter          |
| KURZBESCHREIBUNG | deutscher Prähistoriker |
| GEBURTSDATUM     | 20. November 1887       |
| GEBURTSORT       | Bromberg                |
| STERBEDATUM      | 12. März 1982           |
| STERBEORT        | Weimar                  |